# والکنرید
والکنرید (به آلمانی: Walkenried) یک شهر در آلمان است که در اوشتروده واقع شده‌است. والکنرید ۲٬۳۸۷ نفر جمعیت دارد.